# Giuseppe Ferlini

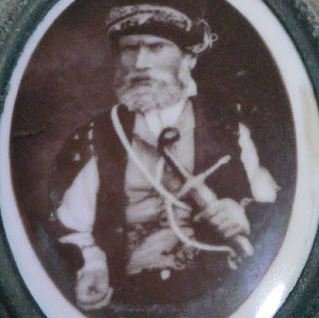
Fotografie Giuseppe Ferlinis

Giuseppe Ferlini (* 23. April 1797 in Bologna; † 29. Dezember 1870 ebenda) war ein italienischer Arzt und Abenteurer. Er ist bis heute vor allem als Zerstörer eines bedeutenden Teils der nubischen Pyramiden von Meroë bekannt.
Er diente in Sannar und Khartum als Chirurg in der ägyptischen Armee, die seit 1821 Teile des Sudan beherrschte. Später beschloss er, zu desertieren und sich der Schatzsuche zu widmen, entschlossen, „entweder ohne einen Penny oder beladen mit unermesslichen Schätzen nach Hause zurückzukehren“. Zusammen mit dem albanischen Händler Antonio Stefani organisierte Ferlini eine Expedition, die am 10. August 1834 nach Meroe aufbrach. Beflügelt von Legenden lokaler Arbeiter, dass dort größere Mengen von Gold zu finden seien, und mit der Erlaubnis des Generalgouverneurs des Sudan, Ali Kurshid Pasha, in Meroe Ausgrabungen durchführen zu dürfen, begann er bei seiner Schatzsuche vor Ort, selbst mit Hilfe von Sprengstoff insgesamt mehr als 40 der Pyramiden von Meroe zu zerstören, die der französische Afrikaforscher Frédéric Cailliaud wenige Jahre zuvor noch „in gutem Zustand“ gefunden hatte.
Auf diese Weise entdeckte Ferlini viele wertvolle Gegenstände, unter anderem auch Schmuckstücke der Königin Amanishakheto, nahm alle Fundstücke in seinen Besitz, kehrte 1836 mit ihnen nach Hause zurück und versuchte danach, diese an verschiedene Museen zu verkaufen. Zu dieser Zeit glaubte jedoch niemand in Europa, dass solche hochwertigen Objekte aus Schwarzafrika stammen könnten. Schließlich wurden sie von Museen in Berlin und München gekauft, wo sie sich noch heute befinden.
Ein Bericht seiner Ausgrabungen erschien 1837 auf Italienisch in Bologna, eine französische Übersetzung wurde 1838 in Rom publiziert.

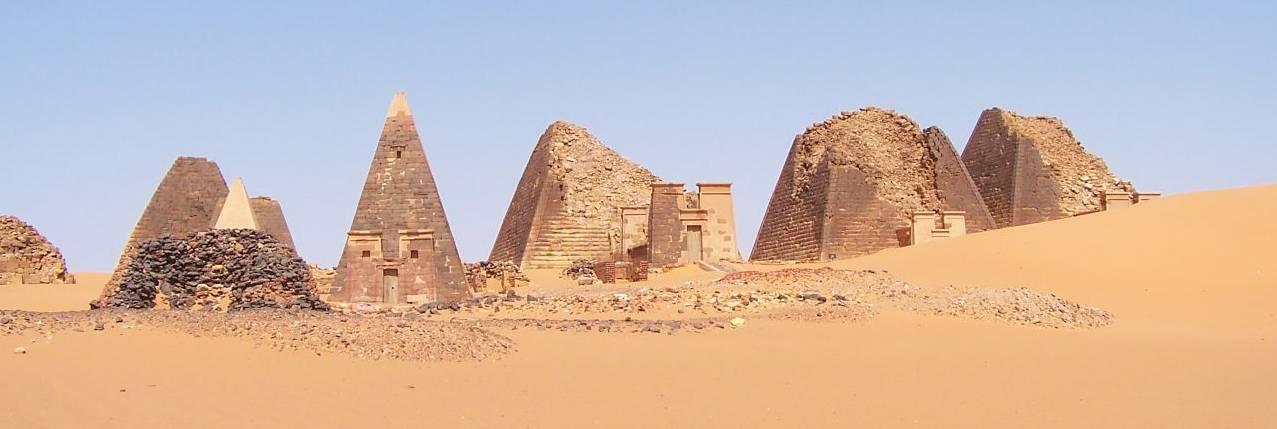
Pyramiden von Meroe
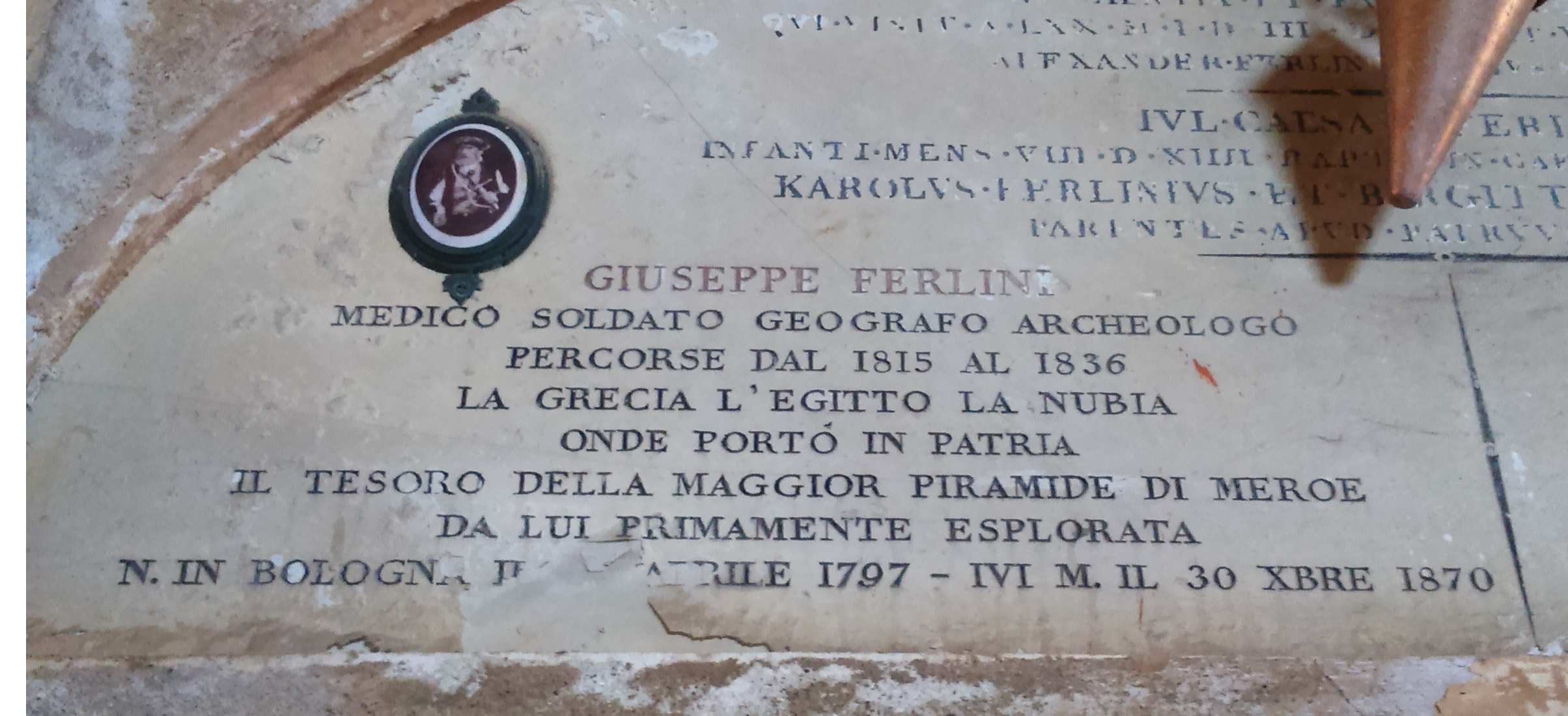
Grabinschrift Giuseppe Ferlinis in Bologna

## Schriften
- Cenno sugli Scavi operati nella Nubia. E catalogo degli oggetti ritrovati. Nobili, Bologna 1837 (Digitalisat).